# Veslenupen
Der Veslenupen (norwegisch für Kleiner Gipfel) ist ein Berg im ostantarktischen Königin-Maud-Land. In der Gebirgsgruppe Gjelsvikfjella ragt er nahe dem nördlichen Ende des Nupskammen auf.
Erste Luftaufnahmen des Berges entstanden bei der Deutschen Antarktischen Expedition 1938/39 unter der Leitung des Polarforschers Alfred Ritscher. Norwegische Kartographen, die den Berg auch benannten, kartierten ihn anhand von Luftaufnahmen und Vermessungen der Norwegisch-Britisch-Schwedischen Antarktisexpedition (1949–1952) und Luftaufnahmen aus den Jahren von 1958 bis 1959 der Dritten Norwegischen Antarktisexpedition (1956–1960).